# Néguidales
Cet article concerne le peuple negidale. Pour la langue negidale, voir Negidale.
Les Néguidales sont un groupe ethnique de Russie.